# Unión Deportiva Lara
La Unión Deportiva Lara è stata una società calcistica colombiana di Barquisemeto, fondata il 15 ottobre 1985.

## Storia
Il club fu fondato nel 1985, e debuttò in massima serie nella stagione 1986-1987, sostituendo l'Unión Española Lara, che aveva partecipato al torneo 1986. Passato il primo turno del Grupo Occidental, terminò al 5º posto nella fase finale. L'anno seguente ottenne ancora la qualificazione al girone finale, dopo il 5º posto sulle 14 squadre del primo turno; nella fase finale giunse al 5º posto su 8. Nel 1988-1989 chiuse in 12º posizione; nel 1989-1990 terminò il campionato al 14º posto. Migliorò la prestazione nel 1990-1991, ottenendo il 7º piazzamento su 16 squadre. Nel 1991-1992 giunse al 10º posto. Al termine della stagione 1992-1993 fu retrocesso d'ufficio in seconda divisione e sostituito dal Valencia Fútbol Club; vinta la seconda serie 1993-1994, tornò in Primera División nel 1994-1995. Al suo ritorno in massima serie, chiuse al 4º posto. Nel 1996 lasciò la Primera División, venendo sostituita dal Club Nacional Táchira.

## Palmarès

### Competizioni nazionali
- Segunda División: 1

1993-1994

### Altri piazzamenti
- Segunda División:

Secondo posto: 1980